# Palacio de Justicia de Barcelona
El Palacio de Justicia de Barcelona (en catalán: Palau de Justícia de Barcelona) es un edificio construido entre 1887 y 1908 en el paseo de Lluís Companys de Barcelona, con el objetivo de ubicar en un solo edificio los juzgados y la Audiencia Provincial. La Diputación de Barcelona designó a José Doménech y Estapá y Enric Sagnier como arquitectos del proyecto.
Esta obra está inscrita como Bien Cultural de Interés Local (BCIL) en el Inventario del Patrimonio Cultural catalán con el código 08019/254.

## Descripción

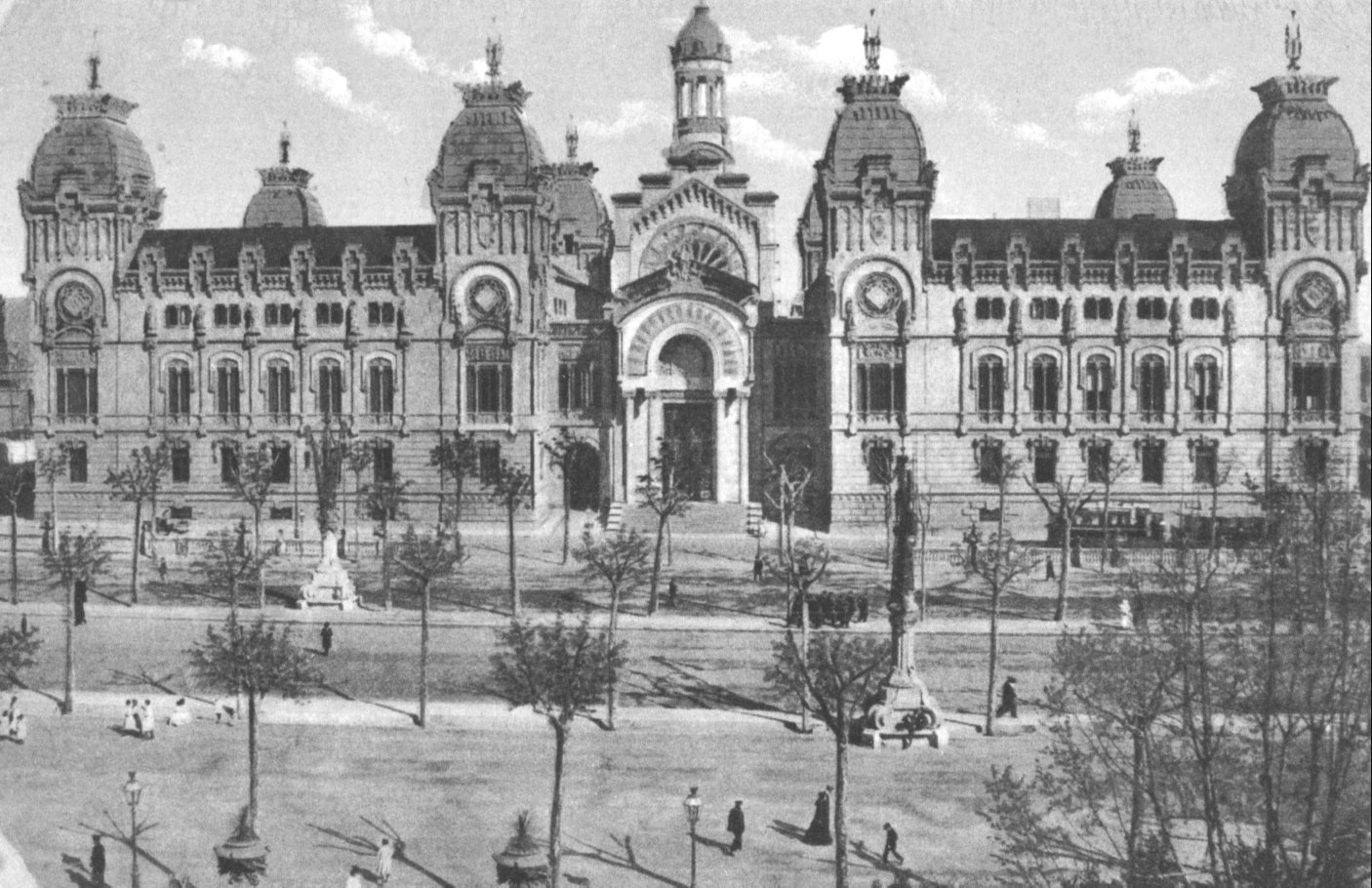
El palacio en 1911.

El palacio se construyó en un solar que formaba parte de los terrenos destinados a la Exposición Universal de 1888. La primera piedra se puso el 11 de abril de 1887, en una ceremonia presidida por el ministro de Gracia y Justicia, Manuel Alonso Martínez, y por el alcalde de la ciudad, Francisco de Paula Rius y Taulet. Las obras se prolongaron durante veinte años, y cuando el edificio fue inaugurado, el 11 de junio de 1908, aún no habían acabado, ya que se prolongaron hasta 1915. La inauguración fue presidida por la infanta María Teresa y su esposo Fernando de Baviera, duque de Cádiz, y asistieron el ministro de Gracia y Justicia, Juan Armada, el presidente de la Diputación de Barcelona, Enric Prat de la Riba, y el alcalde de Barcelona, Albert Bastardas.
Sin duda es la obra más importante de la primera época de Sagnier, en que desarrolló un estilo ecléctico, monumental y grandilocuente, con cierta tendencia clasicista. El Palacio de Justicia fue, después de la Universidad de Barcelona, uno de los primeros edificios públicos de la ciudad concebido con carácter monumental, en un solar aislado y a escala del nuevo Ensanche. El conjunto debía acoger la Audiencia de Barcelona y los juzgados municipales y de primera instancia de la capital.
El edificio se compone de dos cuerpos cuadrangulares con un conjunto de ocho torres en sus esquinas, coronadas por unas cúpulas peraltadas, a ambos lados de un cuerpo central. Los cuerpos laterales acogieron las dependencias de los juzgados, mientras que el central contiene el acceso principal, la escalera de honor y las grandes dependencias públicas, donde destaca la Sala de los Pasos Perdidos, de 20 metros de altura, cubierta con un sistema de arcos de hierro, y decorada con pinturas murales de Josep Maria Sert y Joan Llimona. Las torres dan al conjunto un cierto aire de fortaleza, y están decoradas con los escudos de las cuatro provincias catalanas. Fue importante en el diseño del edificio la utilización del hierro, presente tanto en obras de forjado como en los espacios del cuerpo central, especialmente en la sala axial que divide el edificio en dos zonas.
El palacio destaca por la gran cantidad de obra escultórica, y en su realización intervinieron la mayor parte de escultores de la época: los hermanos Agapito y Venancio Vallmitjana, Eduard Alentorn, Rafael Atché, Miguel Blay, Pere Carbonell, Manuel Fuxá, Francisco Pagés, etc. También cuenta con tres grandes lienzos de Enrique Simonet sobre las Alegorías del Derecho. El programa decorativo del exterior del palacio consta de 48 figuras relacionadas con el derecho, 22 relieves con temas jurídicos e históricos, y un grupo (Moisés con las Tablas de la Ley) en el coronamiento del frontispicio, de Agustín Querol.
Actualmente los juzgados de Barcelona se encuentran en dos zonas diferentes: unos en la Ciudad de la Justicia de Barcelona y Hospitalet de Llobregat y los otros en el centro de Barcelona. El Palacio de Justicia acoge la Presidencia del Tribunal Superior de Justicia de Cataluña (TSJC) y de la Audiencia Provincial de Barcelona. También están los siguientes organismos: las Salas Civil y Penal y Social del Tribunal Superior de Justicia de Cataluña (TSJC), la Fiscalía de la Audiencia Provincial de Barcelona, la Oficina y las salas del Jurado y las secciones de apelaciones penales y civiles.

### Elementos ornamentales

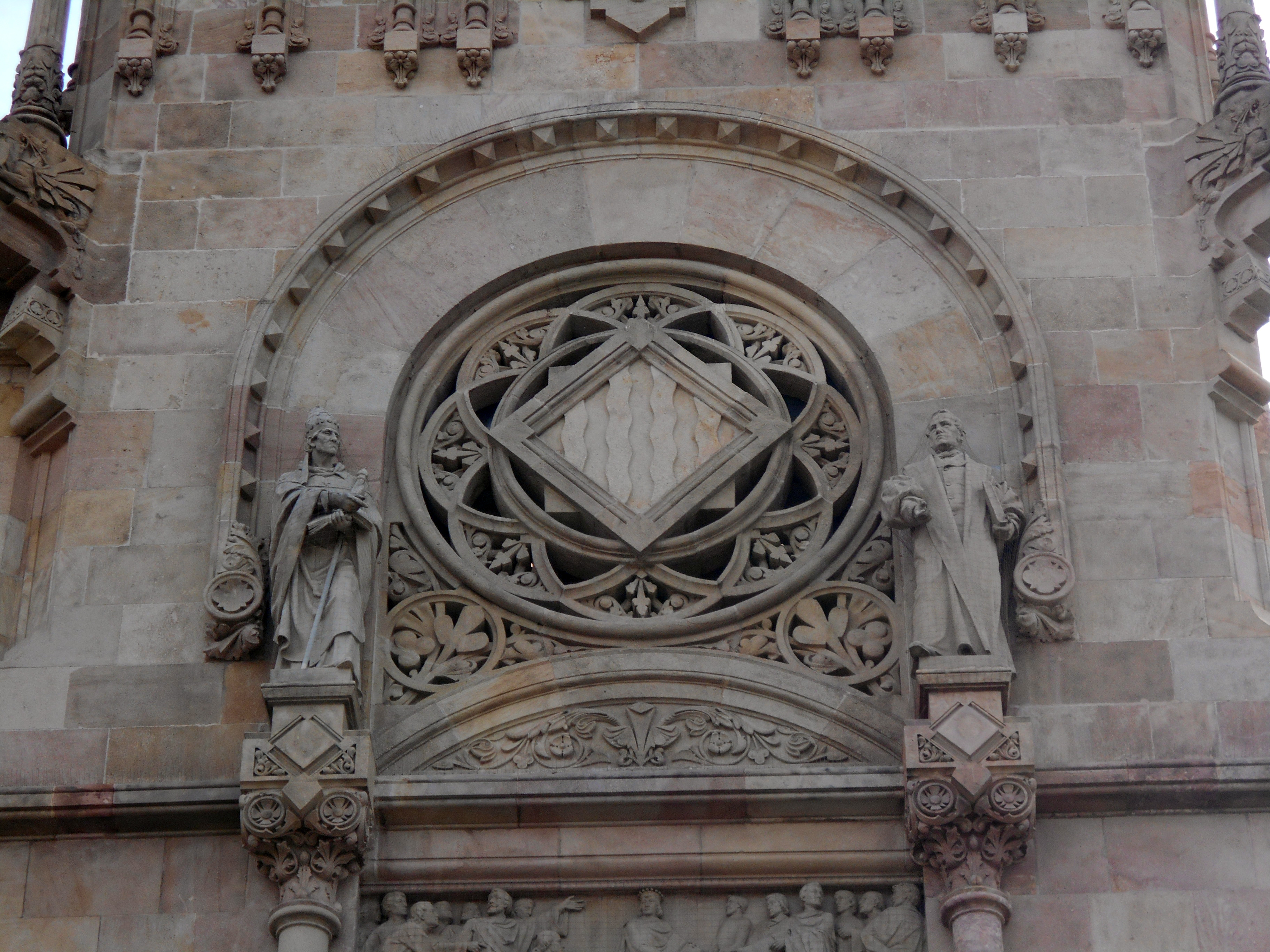
Esculturas de Juan XXII y Joaquín Francisco Pacheco, de Miquel Blay, grupo del lado derecho de la calle Almogávares.

Las cuatro fachadas del palacio fueron decoradas con diversas esculturas y relieves, así como frisos, escudos, y otros elementos ornamentales, como unas grandes veletas de hierro que coronan las cuatro torres situadas en los ángulos del edificio. En el proyecto original, los arquitectos tan solo habían previsto el grupo de Moisés, mientras que el conjunto de estatuas y relieves situado en las cuatro fachadas del palacio fue incorporado más tarde, con las obras en marcha. Los relieves fueron realizados primero, en 1891, mientras que las estatuas fueron colocadas en 1894; el grupo de Moisés fue el último en instalarse, en 1897. Las estatuas y relieves fueron seleccionados por una comisión formada por tres políticos liberales: Josep Maria Milà, Rafael Bosch y Josep Griera. Por su parte, la selección de las escenas y personajes fue planificada por Manuel Planas i Casals, ayudado por Josep Hermenegild Monfredi, abogado y aficionado al arte y la historia.
Se escogieron 22 relieves que, descritos de izquierda a derecha desde la torre del extremo izquierdo de la fachada del paseo de Lluís Companys, son los siguientes: Colón en Barcelona, de Pere Carbonell; Primera piedra del Palacio de Justicia, de Manuel Fuxá; Una reunión de la Corte General, de Pere Carbonell; El Consejo de Ciento, de Agapito Vallmitjana; Alfonso X el Sabio y las Siete Partidas, de Venancio Vallmitjana; Las esposas de Jaime I el Conquistador, de Rafael Atché; El Justicia de Aragón, de Torquat Tasso; El Derecho Canónico, de Josep Llimona; El Derecho Romano, de Josep Llimona; La Exposición Universal de 1888, de Rafael Atché; Los gremios, de Eduard B. Alentorn; El Tribunal de Comercio, de Rafael Atché; La Generalidad de Cataluña, de Rafael Atché; Los fueros, de Manuel Fuxá; Inauguración del ferrocarril Barcelona-Mataró, de Francisco Pagés; La Real Audiencia de Cataluña, de Miguel Blay; Los grandes juristas, de Eduard B. Alentorn; Concesión a los barceloneses del privilegio Recognoverunt Proceres, de Pere Carbonell; Las ordenaciones de Sanctacília, de Torquat Tasso; El Consulado de Mar, de Manuel Fuxá; El Tribunal de las Aguas de Valencia, de Torquat Tasso; y Jaime I sanciona las Usanzas de Barcelona, de Eduard B. Alentorn.

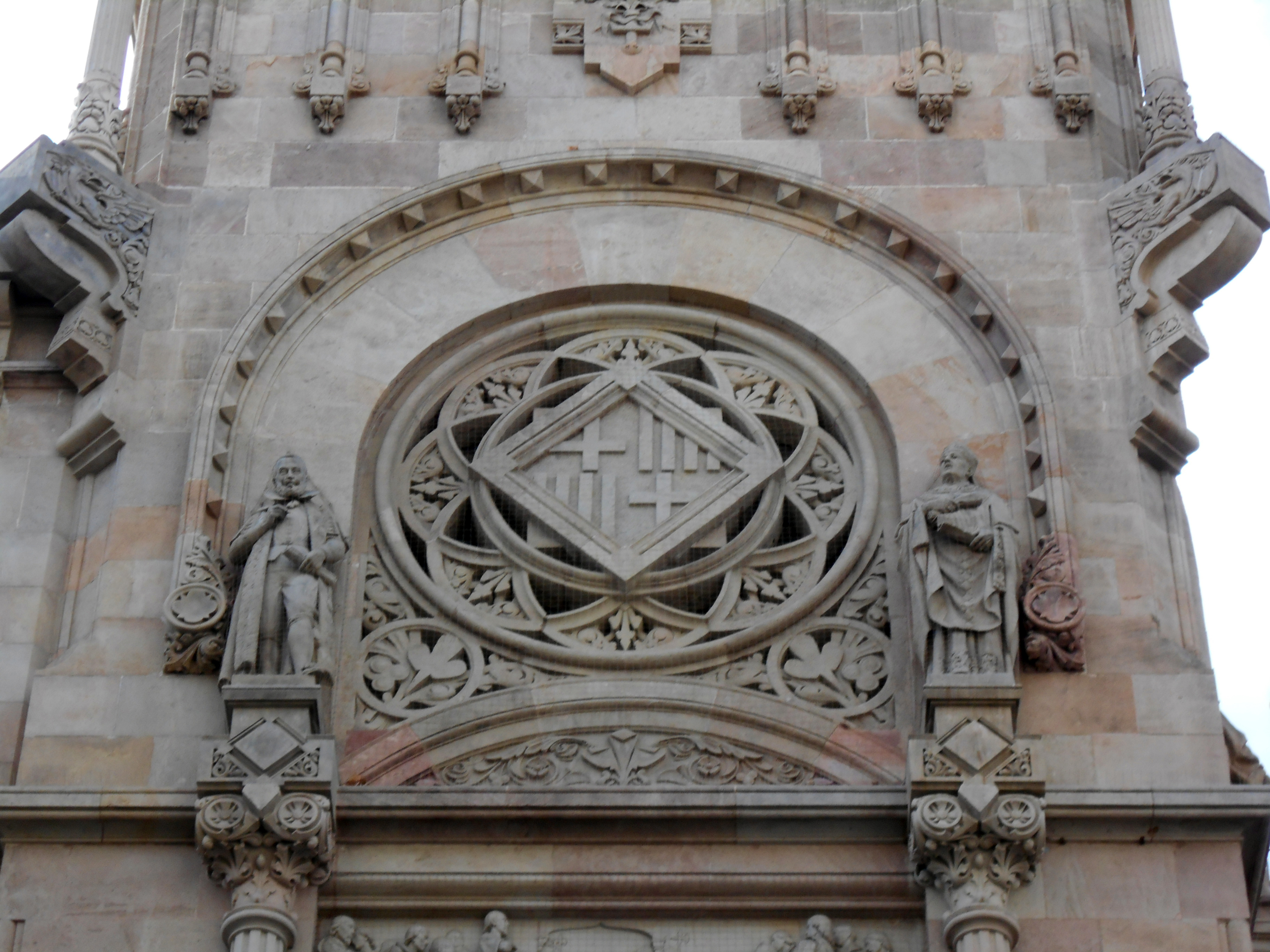
Esculturas de Miquel Ferrer, de Josep Maria Barnadas, y Vidal de Canyelles, de Francisco Pagés Serratosa, grupo del centro-izquierda de la calle Roger de Flor.

En cuanto a las esculturas, se colocaron 48, que en el mismo orden citado anteriormente son las siguientes: Diego Covarrubias, de Rafael Atché; Pere Nolasc Vives, de Josep Llimona; Jaume Callís, de Josep Llimona; Ramon Berenguer I el Viejo, de Josep Llimona; Papiniano, de Torquat Tasso; Pedro Gómez de la Serna, de Francesc Pagès i Serratosa; Miquel de Calderó, de Venanci Vallmitjana; Antoni Vilaplana, de Agapito Vallmitjana Abarca; Gregorio López de Tovar, de Torquat Tasso; Josep Finestres, de Manuel Fuxá; Pedro Sáinz de Andino, de Josep Llimona; Lorenzo Arrazola, de Miquel Blay; San Raimundo de Peñafort, de Venanci Vallmitjana; Pere Amigant, de Josep Soler Forcada; Paulo de Castro, de Manuel Fuxá; El conde de Floridablanca, de Manuel Fuxá; Bonifacio VIII, de Rafael Atché; Gabriel Berard, de Pere Carbonell; Justiniano, de Rafael Atché; Cicerón, de Agapito Vallmitjana Barbany; San Isidoro, de Venanci Vallmitjana; Jovellanos, de Manuel Fuxá; Francesc Ferrer, de Francesc Pagès i Serratosa; Lluís de Peguera, de Josep Montserrat; El maestro Jacob de las Leyes, de Pere Carbonell; Gregorio Mayans, de Pere Carbonell; Cardenal Cisneros, de Torquat Tasso; Alfonso X el Sabio, de Agapit Vallmitjana i Barbany; Jaume Càncer, de Josep Pagès Horta; Acaci Ripoll, de Josep Rius Mestres; Antoni Olibà, de Agapit Vallmitjana i Barbany; Josep Monràs, de Josep Campeny; Miquel Ferrer, de Josep Maria Barnadas; Vidal de Canyelles, de Francesc Pagès i Serratosa; Tomàs Mieres, de Pere Carbonell; Manuel Alonso Martínez, de Francesc Pagès i Serratosa; Bonaventura de Tristany, de Eduard B. Alentorn; Mestre Rotllà, de Eduard B. Alentorn; Antoni Ros, de Eduard B. Alentorn; Joan Pere Fontanella, de Eduard B. Alentorn; Campomanes, de Rafael Atché; Triboniano, de Venanci Vallmitjana; Jaume Marquilles, de Miquel Blay; Alonso de Acevedo, de Torquat Tasso; Antonio Agustín, de Anselm Nogués; Miquel Cortiada, de Agapit Vallmitjana i Barbany; Juan XXII, de Miquel Blay; y Joaquín Francisco Pacheco, de Miquel Blay.
En la puerta de entrada destaca el grupo Moisés con las Tablas de la Ley, situado en el coronamiento del frontispicio, obra de Agustín Querol. En la memoria del proyecto elaborada por los arquitectos consta que «como ornamento se utilizarán estatuas: se colocará la de Moisés, uno de los primeros legisladores, sobre el pórtico de entrada, y a los lados del cupulín que sirve de coronamiento a la gran cúpula destinada a cubrir la sala del plenario, se pondrán las de la Fortuna y la Templanza, mientras que en la cima habrá la de la Justicia, hecha en gran tamaño». Sin embargo, la figura de la Justicia fue sustituida por una gran veleta de hierro de forja, mientras que la Fortuna y la Templanza fueron reemplazadas por alegorías del Derecho español y el Derecho o privilegios regionales, flanqueadas por dos grifos, estos últimos encargados a Eusebi Arnau.